# Linienzugbeeinflussung
Linienzugbeeinflussung (LZB), nebo též Linienförmige Zugbeeinflussung, je liniové vlakové zabezpečovací zařízení vyvinuté v Německu pro vysokorychlostní tratě. Toto zařízení má dvě základní funkce:
- Přenos souhlasu k jízdě a údajů pro řízení vlaku na stanoviště strojvedoucího
- Sledování parametrů jízdy vlaku, zejména maximální rychlosti a brzdné křivky, a v případě překročení rychlosti zavedení rychločinného brzdění.

Přenášená data je v principu možné využít i k automatickému řízení vlaku. Tento systém je kromě Německa využíván i v Rakousku a ve Španělsku a taktéž u některých rychlodrážních sítí v jiných zemích.

## Důvody vzniku
Původní německý bodový vlakový zabezpečovač Indusi (a odvozené typy) je konstruován pro zábrzdnou vzdálenost 1000 m. Tento parametr omezuje maximální rychlost vlaků na 160 km/h. Pro vyšší rychlosti by při stávajícím způsobu návěstění a přenosu návěstí vyvstaly především dva problémy:
- Požadavek na větší zábrzdnou vzdálenost (roste s druhou mocninou rychlosti) by musel být řešen úpravami návěstní soustavy - např. návěstěním dvou a více volných oddílů nebo prodloužením délky oddílů - a vyřešením funkce bodového vlakového zabezpečovače v těchto případech
- Viditelnost návěstidel - zvláště při špatných rozhledových poměrech a při snížené viditelnosti by čas, ve kterém strojvedoucí vidí návěst na návěstidle byl nebezpečně krátký

Proto nakonec došlo k rozhodnutí vyvinout pro rychlosti nad 160 km/h zcela nový typ vlakového zabezpečovacího zařízení liniového typu - LZB.

## Základní funkce LZB
U LZB přejímá dozor nad jízdou vlaku traťové ústředí (centrální počítač). Traťové ústředí je s vozidlovou částí v trvalém kontaktu prostřednictvím páru vodičů položeného v koleji. Vozidlo hlásí ústředí svoji polohu a rychlost a ústředí zasílá vozidlu data pro jeho jízdu.

LZB předává strojvedoucímu následující informace:
- Maximální dovolená rychlost (okamžitá)
- Cílová rychlost (nejbližší změna maximální dovolené rychlosti)
- Vzdálenost cíle (okamžitá vzdálenost místa změny maximální dovolené rychlosti)

Hodnota maximální dovolené rychlosti se průběžně mění při přiblížení cíle podle brzdící křivky odvozené z parametrů vlaku, až dosáhne v místě cíle cílové rychlosti. Návěsti "stůj" odpovídá cílová rychlost 0 km/h. Pokud je vzdálenost cíle větší, než 13.000 m, zobrazuje se jako cílová rychlost aktuální maximální dovolená rychlost. Teprve při přiblížení na menší vzdálenost se zobrazí nová cílová rychlost a začne odečítání vzdálenosti do cíle.

## Prostor pro nasazení LZB
LZB bylo původně vyvinuto pro vysokorychlostní dopravu. Přináší však některé další výhody, které jej předurčují k nasazení i v dalších oblastech. Je to především:
- možnost uplatnění poměrně krátkých traťových oddílů
- možnost přizpůsobení výpočtu brzdící křivky libovolným vozidlům a sklonu trati

Obě tyto přednosti vedou ke zvýšení kapacity tratí, což vede k využití LZB i na tratích s hustou osobní dopravou (S-Bahn).

## Vývoj LZB

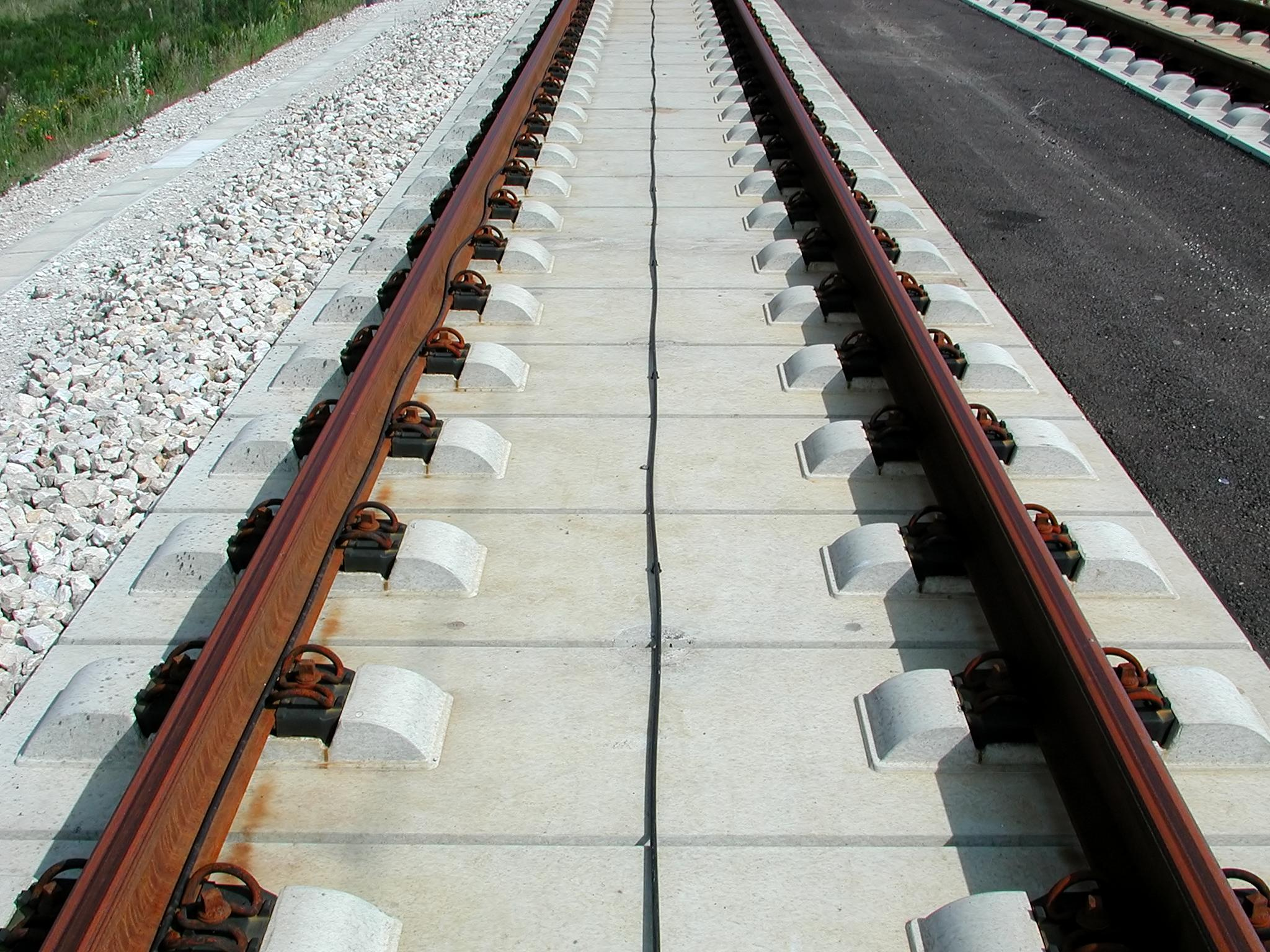
Vodiče LZB na pevné jízdní dráze

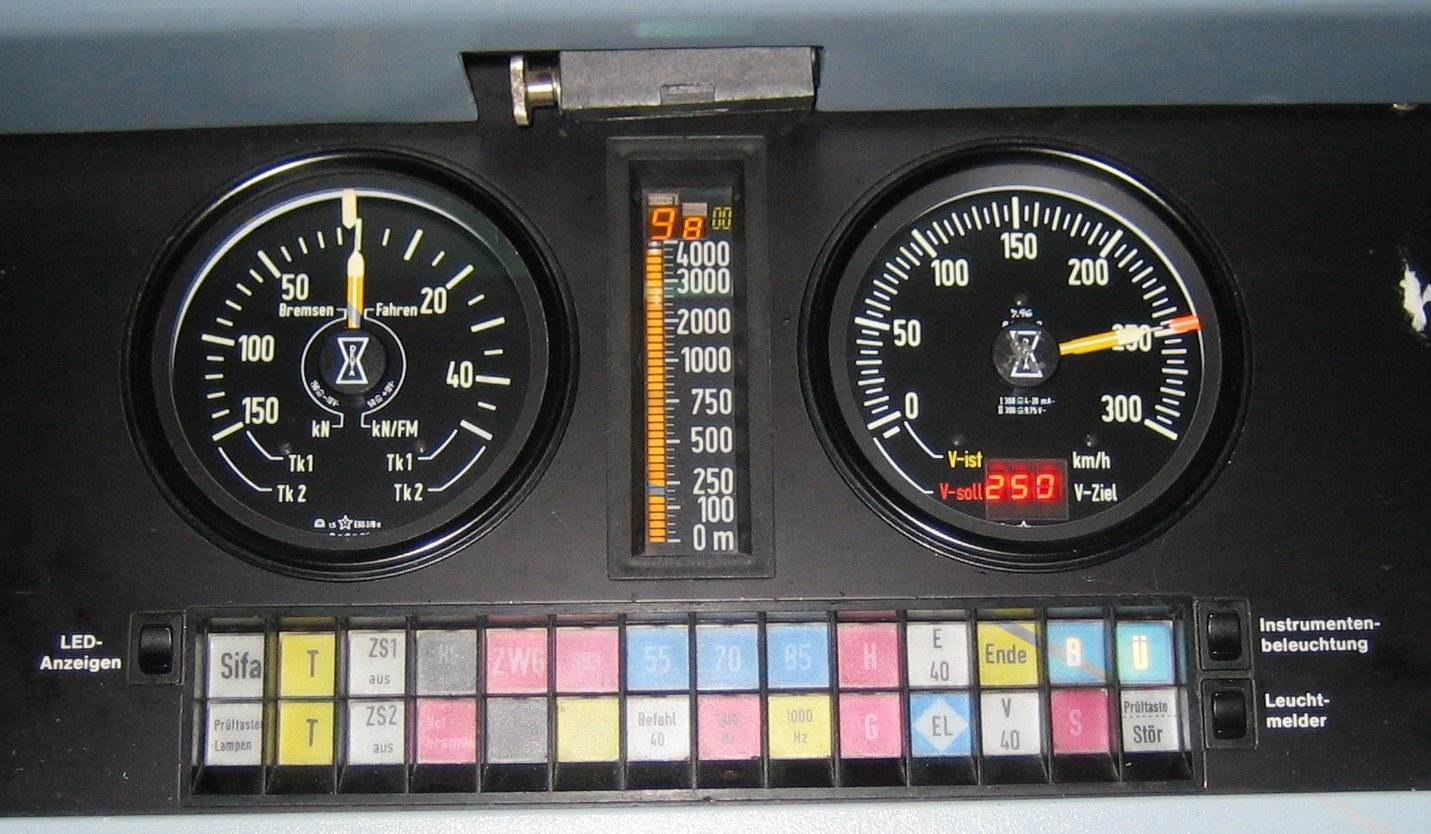
Modulární displej strojvedoucího (MFA) v ICE 2 v režimu LZB. Skutečná, maximální i cílová rychlost je 250 km/h, vzdálenost cíle 9800 m.

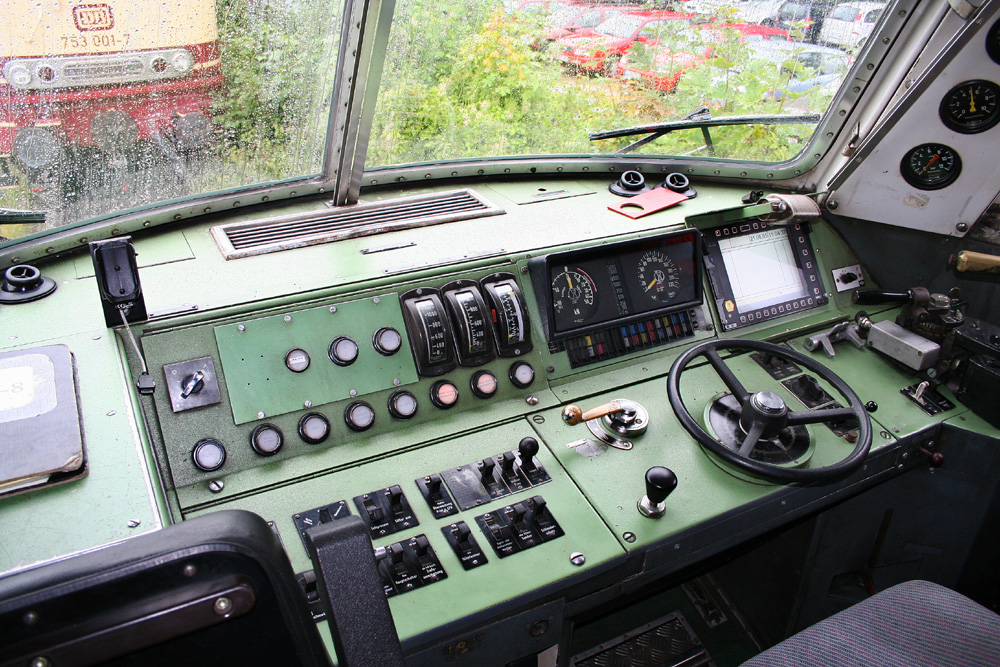
LZB na stanovišti ř. 103)

Počátky vývoje liniové zabezpečovací zařízení sahají do 60. let 20. století. S požadavkem zvýšení maximální rychlosti vlaků osobní dopravy na 200 km/h se poprvé objevil problém, že obvyklá vzdálenost mezi předvěstí a hlavním návěstidlem (zábrzdná vzdálenost) 1000 m neumožní, s ohledem na tehdejší úroveň brzd, bezpečné zastavení vlaku z rychlosti vyšší, než 140 km/h. Při středním zpomalení 0,7 m/s² vyžadovala rychlost 200 km/h zábrzdnou vzdálenost 2500 m.
Tehdejší Deutsche Bundesbahn stály před volbou, zda rozšířit počet návěstí na návěstidlech tak, aby pokrývaly více oddílů, anebo tuto informaci přenést na vozidlo a souhrnně ji zobrazit strojvedoucímu. Dráhy se po vyzkoušení první varianty z několika důvodů rozhodly pro druhou variantu:
- Systém LZB tvoří nadstavbu dosud používaného systému návěstění. Na stávajícím systému není třeba nic měnit, není třeba přeškolovat personál, který se nezúčastní jízd vysokou rychlostí.
- Strojvedoucí nemusí sledovat návěsti pevných návěstidel. Tím se vylučují chyby způsobené přehlédnutím nebo chybným výkladem návěsti, které mohou nastat zvláště za snížené viditelnosti
- S ohledem na informaci o volnosti vlakové cesty na několikanásobně delší vzdálenost ve srovnání s dosavadním systémem může strojvedoucí volit plynulejší a energeticky úspornější způsob jízdy.
- Při změně návěsti (například z důvodu náhlého ohrožení) reaguje systém bezprostředně.
- LZB a dosavadní zabezpečovač Indusi, PZB se vzájemně neovlivňují, což umožňuje smíšený provoz vlaků s různými způsoby zabezpečení.
- Při poruše LZB může vlak pokračovat v jízdě s dosavadním způsobem zabezpečení (maximální rychlost nejvýše 160 km/h)
- LZB umožňuje jemnější odstupňování rychlostních omezení - po 10 km/h. Stávající systém v 60. letech znal pouze návěsti 40 km/h, 60 km/h a volno.
- LZB umožňuje zkrátit traťové oddíly na minimum, takže vlaky mohou jezdit v odstupech odpovídajících jejich zábrzdné vzdálenosti při dané rychlosti, což zvyšuje propustnost tratí.[2].
- Informace LZB je možno využít i pro automatické vedení vlaku.

Zařízení ve své prvotní formě, vyvinuté ve spolupráci DB a firmy Siemens, poskytovalo údaje pět kilometrů dopředu. Poprvé bylo v provozu použito v roce 1965 na trati Mnichov - Augsburg. Při příležitosti mezinárodní dopravní výstavy zde denně jezdily vlaky špičkovou rychlostí 200 km/h. Toto zařízení pracovalo na elektronické bázi, teprve počátkem 70. let byla traťová část převedena na počítačový systém.
Nové zařízení LZB 100, které bylo zkoušeno od října 1975, bylo v prosinci 1978 schváleno pro sériovou výrobu. Koncem března 1982 schválila "Komise pro vývoj" tehdejších DB pořízení osmi prototypových vozidlových částí LZB 80 Až do 80. let zobrazovalo LZB pouze stávající infrastrukturu (nepřenosná návěstidla). Stávající infrastruktura zůstala zachována, což umožňovalo současný provoz vlaků s i bez vybavení LZB.
V letech 1987 - 1991 bylo na nově budovaných vysokorychlostních tratích Hannover – Würzburg a Mannheim – Stuttgart poprvé použito odlišné uspořádání traťových oddílů. Nepřenosná návěstidla zde kryla pouze místa s kolejovým rozvětvením - nádraží a výhybny, zatímco na širé trati nebyla nainstalována. Mezi těmito místy (Ganzblock, česky mezistaniční oddíl) je trať rozdělena na oddíly (Teilblock) o délce cca 2.500 m bez použití nepřenosných návěstidel. Pokud vlak v režimu LZB vjíždí do mezistaničního oddílu, který ještě není uvolněn, je příslušné nepřenosné návěstidlo zhaslé. Bodové zabezpečovací zařízení (Indusi) je v signalizuje Stůj, avšak vlak v režimu LZB tuto návěst ignoruje.
Poprvé byl tento způsob řízení dopravy zaveden v květnu 1988 na nově otevřené trati Fulda – Würzburg. V následujících letech byly tratě vybavené starším systémem LZB 100, který ještě nepoužíval výpočetní techniku, rekonstruovány na počítači řízený systém LZB 80
Všechny další nově postavené trati v Německu byly vybaveny návěstidly a traťovou částí vlakového zabezpečovače uvedeným způsobem. K dalším možným krokům - úplné odstranění nepřenosných návěstidel a řízení jízdy vlaků s pohyblivými oddíly dosud nedošlo.
V 70. letech byla zobrazovaná délka trati (elektronický rozhled) 5 km. Stavba prvních vysokorychlostních tratí s maximální rychlostí 280 km/h a spády až 12,5 ‰ si vyžádala další vývoj zařízení, který vyústil do typu "LZB 80" se zobrazovaným úsekem až 10 km dlouhým. V současné době se používá typická délka zobrazovaného úseku pro rychlost 200 km/h 7 km, pro 230 – 280 km/h 10 km a pro 300 km/h 13 km.
Se změnou jízdního řádu 23. května 1993 byla v Rakousku poprvé zavedena u EC vlaků rychlost 200 km/h, a to na 25 km dlouhém úseku Západní dráhy (Westbahn) mezi Lincem a Welsem. Tento úsek byl také vybaven LZB.

### Úvahy o rádiovém přenosu návěstí vlakového zabezpečovače
Od konce 70. let byla v rámci projektu ministerstva pro výzkum a technologie (Bundesministerium für Forschung und Technologie) zkoumána možnost přenosu informací LZB rádiovou cestou (mj. i v pásmu 40 GHz). Výsledkem bádání bylo zjištění, že v tehdejší době by bylo převedení na tento systém nehospodárné. Kromě toho zde byla potíž s určováním polohy vlaku - prověřovaly se možnosti měření času letu radiového signálu, satelitní navigace nebo datové body v kolejích. Počátkem 90. let následovala dvouletá studie podporovaná ministerstvem pro vývoj a berlínským senátem, která zvolila použití techniky mobilních telefonů (GSM) jako základ železničního systému bezdrátové komunikace.
Dnešní zavádění ETCS vede k dalšímu rozvoji použití bezdrátové komunikace v zabezpečovací technice. V úrovni 2 se přenášejí data pro jízdu podle elektronického rozhledu v železniční variantě GSM - GSM-R. Ke zjištění polohy jsou používány datové body - tzv. balízy.

### Vývojové kroky LZB
Následující tabulka přináší přehled nejdůležitějších kroků ve vývoji LZB:
| Rok       | Popis | Řízení / délka úseku |
| --------- | --- | -------------------- |
| 1963      | Zkušební jízdy na trati Forchheim–Bamberg                                                                                          |                      |
| 1965      | Předváděcí jízdy rychlostí 200 km/h na trati Mnichov – Aušpurk s lokomotivou ř. 103.0                                              |                      |
| 1965–1974 | Vývoj a prokazování bezpečnosti |                      |
| 1974–1976 | Provozní zkoušky na trati Brémy–Hamburk                                                                                            | 3 centrály / 90 km   |
| 1976      | Výstavba trati Hamm–Gütersloh |                      |
| 1978–1980 | Pilotní projekt rychlodráhy v Madridu (RENFE)                                                                                      | 1 centrála / 28 km   |
| 1980–1985 | Sériové nasazení u Německých spolkových drah                                                                                       | 7 centrál / 309 km   |
| 1987      | Zahájení provozu na nových vysokorychlostních tratích Fulda–Würzburg a Mannheim–Hockenheim                                         | 4 centrály / 125 km  |
| 1987      | Rozhodnutí Rakouských spolkových drah o zavedení LZB                                                                               |                      |
| 1988–1990 | Další vybudované trati DB | 2 centrály / 190 km  |
| 1991      | Uvedení do provozu na nové trati Hannover–Fulda, v úseku Mannheim - Stuttgart a některých dalších tratích                          | 10 centrál / 488 km  |
| 1992      | Nová vysokorychlostní trať Madrid–Córdoba–Sevilla (RENFE)                                                                          | 8 centrál / 480 km   |
| 1992      | První úsek Západní dráhy Vídeň–Salcburk (ÖBB)                                                                                      | 1 centrála / 30 km   |
| 1995      | Uvedení do provozu madridské rychlodrážní linky (Cercanias) C5                                                                     | 2 centrály / 45 km   |
| 1998      | Uvedení do provozu na rekonstruovaných tratích Hannover–Wolfsburg–Berlin a Würzburg–Norimberk ve spojení s elektronickými stavědly | 6 centrál            |
| 1999      | Uvedení do provozu na trati Offenburg–Basel jako součást pilotního projektu CIR-ELKE - počítačem řízená železnice                  | 4 centrály           |
| 2001      | Uvedení do provozu v projektu CIR-ELKE - pilotní trať Achern                                                                       | 1 centrála           |
| 2002      | Uvedení do provozu vysokorychlostní trati Köln–Rhein/Main                                                                          | 4 centrály           |
| 2003      | Uvedení do provozu na rekonstruované trati Köln–Düren(–Aachen)                                                                     | 1 centrála / 40 km   |
| 2004      | Uvedení do provozu na rekonstruované trati Hamburg–Berlin                                                                          | 5 centrál            |
| 2004      | Uvedení do provozu S-Bahn Mnichov (CE2-Software a zkrácené oddíly)                                                                 | 1 centrála           |
| 2006      | Uvedení do provozu na rekonstruované trati Berlín–Halle/Lipsko (CE2-Software, současně s ETCS                                      | 4 centrály           |
| 2006      | Uvedení do provozu na vysokorychlostní trati Norimberk–Ingolstadt–Mnichov (CE2-Systemsoftware s rozšířením pro výhybky)            | 2 centrály           |

### Závady
Ačkoliv LZB patří k velmi bezpečným systémům, přesto došlo při jeho použití k několika nehodám nebo ohrožením bezpečnosti provozu:
- 29. června 1991 se srazily dva vlaky v tunelu u Jühnde na trati Hannover – Würzburg. Po poruše vozidlové části strojvůdce zařízení vypnul a vzápětí projel návěstidlo v poloze Stůj.
- 29. června 2001 mohlo dojít k těžké nehodě na trati Lipsko - Drážďany. Ve stanici Oschatz povolovalo LZB strojvedoucímu ICE 1652 pro jízdu přes kolejovou spojku rychlost 180 km/h, ačkoliv spojka byla konstruována pouze pro rychlost 100 km/h. Strojvůdce zpozoroval výhybku postavenou do odbočky a zbrzdil ještě vlak na 170 km/h. Jako příčina byla označena chyba software počítače LZB.
- 17. listopadu 2001 došlo k ohrožení bezpečnosti provozu ve stanici Bienenbüttel na trati Hannover – Hamburg. Vlak ICE měl předjet odstavený nákladní vlak po protisměrné koleji. Ačkoliv kolejová spojka umožňovala maximální rychlost 80 km/h, projel ji vlak rychlostí 185 km/h bez vykolejení. Příčinou byla chyba v zapojení na stavědle při zvýšení dovolené rychlosti ve spojce z 60 na 80 km/h. Kvůli zapomenutému nastavení kontroly funkce přenosu omezení rychlosti podle postavení vlakové cesty se chybný údaj přenesl na počítač LZB a dále na vlak. Strojvedoucí tak dostal prostřednictvím LZB povolení k jízdě maximální rychlostí 200 km/h.
- 9. dubna 2002 hrozila srážka vlaků na trati Hannover – Berlin. Poté, co ve Fallerslebenu vypadl počítač na centrále LZB, došlo k zastavení dvou vlaků v každé traťové koleji. Po naběhnutí počítače byla oběma druhým vlakům povolena maximální rychlost 160 km/h, zatímco prvním 0 km/h. Naštěstí jeden ze strojvůdců viděl vlak před sebou a druhý se před další jízdou pro jistotu zeptal dispečera, který ho varoval.

## Popis součástí

### Traťová část

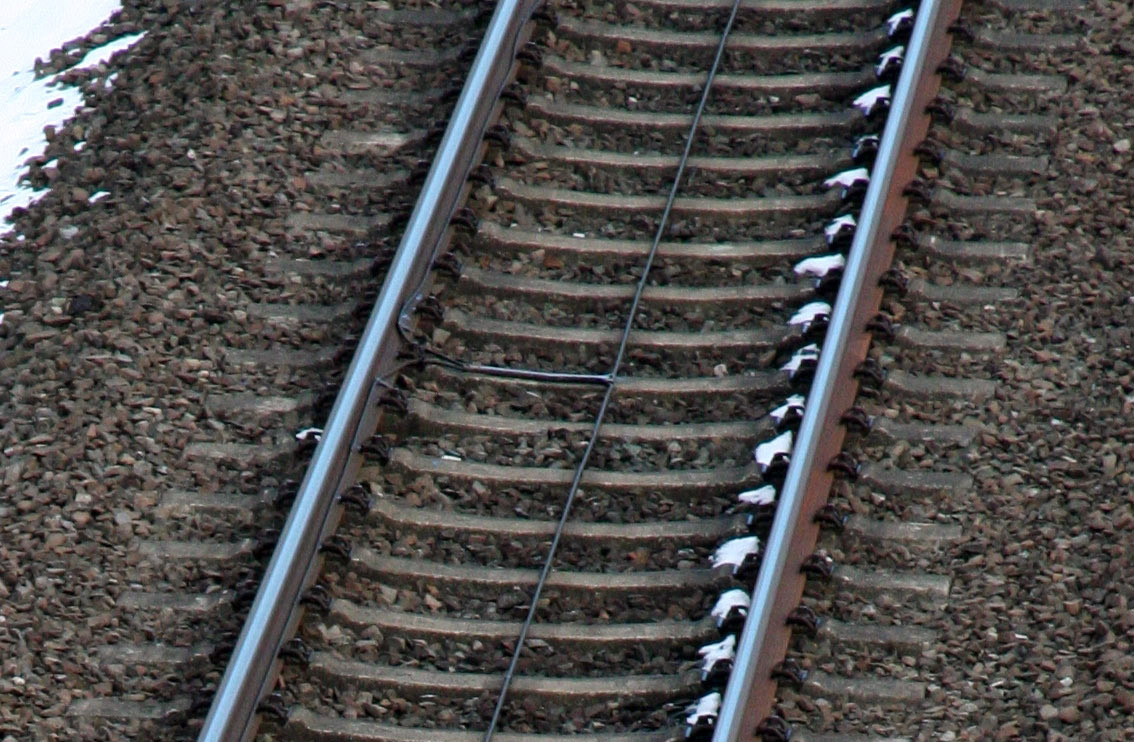
Vodič LZB v koleji

#### Smyčky
K přenosu informací mezi traťovou částí a vozidlem slouží na straně trati pár vodičů tvořících smyčku. Jeden z vodičů leží v ose koleje, druhý u paty jedné z kolejnic. Každých 100 m se vodiče kříží. Vzniklý fázový posun signálu 180° vyhodnotí vozidlová část. Podle počtu zaregistrovaných překřížení určuje vozidlo svoji polohu. Maximální počet křížení v rámci jedné smyčky je 126, z čehož vyplývá maximální délka smyčky 12 700 m. Napáječ se nachází přibližně ve středu smyčky.
Technika krátkých smyček

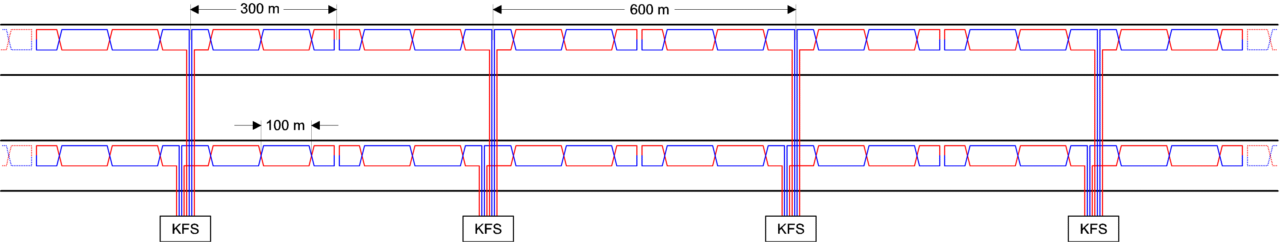
Krátké smyčky

Při použití krátkých smyček je délka jedné smyčky nejvýše 300 m. Napáječe jednotlivých smyček jsou připojeny k centrále paralelně, takže přenášejí stejné informace. Výhoda tohoto uspořádání spočívá v tom, že při poruše jedné krátké smyčky nastane výpadek spojení v úseku nejvýše 300 m. Tuto vzdálenost může vozidlo překonat bez dalších problémů. Z tohoto důvodu se dlouhé smyčky nově neinstalují.

#### Uspořádání

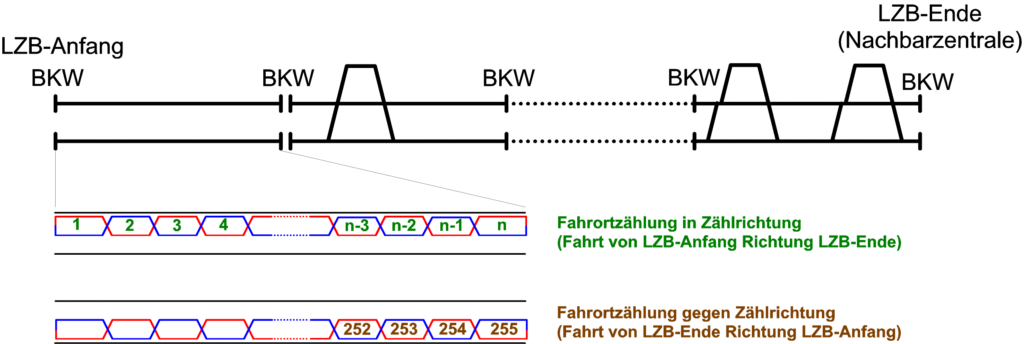
Uspořádání smyček jedné centrály a vodičů LZB v kolejích
BKW - hranice působnosti centrály
zelená - počítání křížení při jízdě od začátku ke konci úseku s LZB
hnědá - počítání křížení při jízdě od konce k začátku úseku s LZB

Každá centrála má možnost připojení 16 smyček. Tyto smyčky mohou být uspořádány paralelně, anebo vzájemně podřízené. Pro předjízdné koleje jsou potřeba vlastní smyčky (viz obrázek). Podle potřeby je možno instalovat další centrálu (centrály).

#### Součásti traťové části
- LZB centrála: Jádrem centrály je systém počítačů 2 ze 3, tj. nejméně dva nezávislé počítače ze tří musí dávat shodný výstup. Tyto počítače zpracovávají na základě postavení a volnosti vlakové cesty data pro jízdu vlaku. Centrála je propojena pomocí speciálních modemů s napáječi smyček, sousedními centrálami a stavědly. Pro přenos dat slouží kabely se dvěma páry vodičů - pro každý směr toku dat jeden pár. Spojení s elektronickým stavědlem je uskutečněno prostřednictvím sítě LAN.
- Napáječe (u krátkých smyček: Kurzschleifenfernspeisegeräte KFS): Napáječe slouží k přijmu dat z centrály a jejich vysílání do smyček a zasílání zpětných telegramů z vozidel do centrály. Při použití krátkých smyček jsou připojeny příslušné KFS paralelně a dostávají z centrály shodná data.
- Nastavovací zařízení nebo vjezdová zařízení (VE-Geräte, A-Geräte): Zařízení pro zasílání nastavovacích telegramů do nastavovacích smyček na začátku úseků LZB.
- Oddělovače: Vlivem trolejového vedení dochází v datových kabelech k naindukování napětí. Prostřednictvím galvanického oddělení je toto napětí omezeno na přijatelné hodnoty.
- Zesilovače: Při větších vzdálenostech mezi centrálou a napáječem se používají k zesílení datových signálů.
- Traťové kabely: Traťové smyčky jsou vytvořeny z jednovodičových kabelů s dostatečnou mechanickou odolností, odolností proti opotřebení a povětrnostním vlivům a navíc s příznivou vyzařovací charakteristikou.

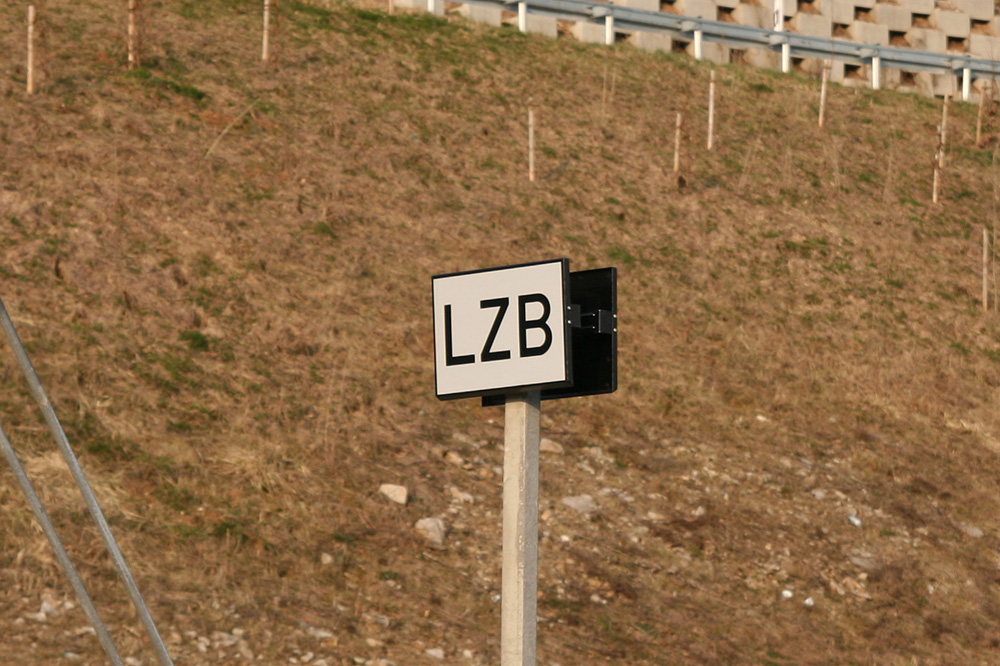
Označení hranice mezi smyčkami (skupinami krátkých smyček)

- Přídavné návěštění LZB: Tabulky LZB se umísťují na hranice oddílů, kde nejsou použita nepřenosná návěstidla. Označují místa, kde musí vlak zastavit, pokud není následující oddíl volný[9]

### Vozidlová část
Vozidlová část LZB se skládá z následujících komponentů:
- Vozidlový počítač LZB: V závislosti na dodavateli existují dvě koncepce:
  - Výpočetní jednotka sestávající ze tří nezávislých počítačů se vzájemným porovnáváním datových výstupů
  - Jeden zabezpečený počítač s diverzifikovaným software

- Napájecí zdroj: Napájení je redundantní a je kontrolováno vozidlovým počítačem.

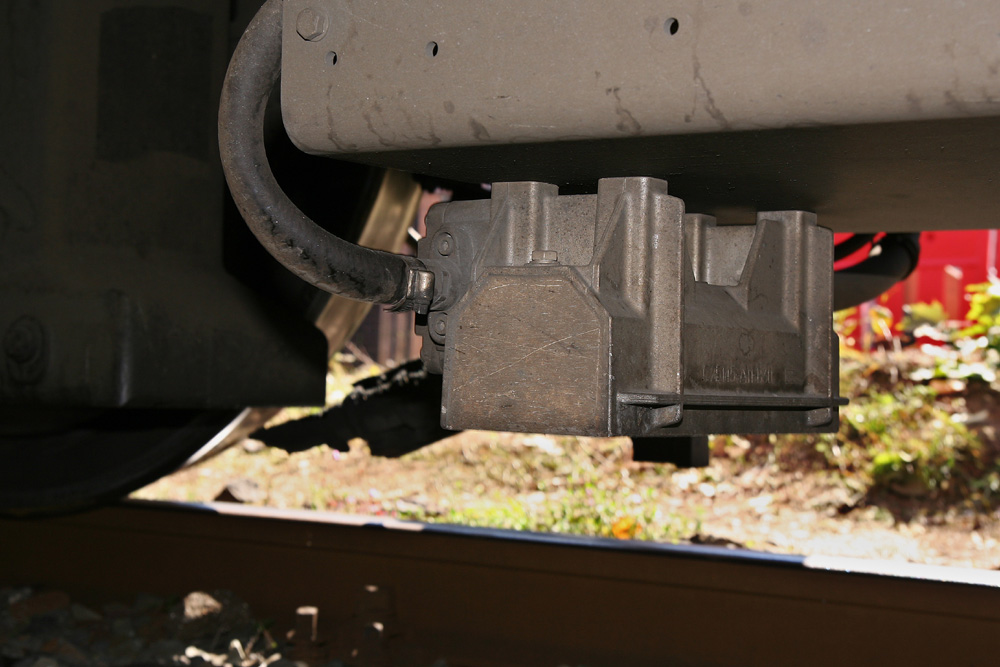
Anténa LZB na lokomotivě ř. 189

- Vysílací a přijímací antény: Antény jsou taktéž redundantní - dvě vysílací a dvě nebo dva páry přijímacích antén. Počet přijímacích antén se liší podle vozidla a dodavatele

- Měření dráhy: Pro měření dráhy a rychlosti jsou použity dvě impulsní dráhová čidla a měřič zrychlení nebo radar - dle dodavatele.

- Zařízení nouzového brzdění: Zařízení způsobí v případě zásahu LZB vypuštění vzduchu z hlavního potrubí.
- Zadávací jednotka: Zadávací jednotka slouží k zadání odpovídajících dat vlaku - délky, způsobu brzdění, brzdících procent a maximální rychlosti. U moderních vozidel probíhá zadávání prostřednictvím komunikační jednotky vozidla DMI (Driver Machine Interface).

- Modulární zobrazovač (Modulare Führerraumanzeige - MFA): Modulární zobrazovač poskytuje strojvedoucímu úplný přehled o následujícím úseku trati. Tři nejdůležitější zobrazované veličiny jsou vzdálenost cíle, cílová rychlost a stanovená rychlost (okamžitá hodnota daná parametry vlaku, trati, vzdáleností cíle a cílové rychlosti). Tyto veličiny jsou zobrazovány analogově (u starších zařízení) nebo digitálně. Dále obsahuje zobrazovač řadu kontrolek zobrazujících stavy nebo poruchy (porucha přenosu dat, nouzové zastavení atd. U moderních vozidel i tyto funkce přebírá DMI.

## Přehled návěstí
Kromě vzdálenosti cíle a stanovené a cílové rychlosti předává LZB také další návěsti a informace:
- Projetí konce LZB: Nejdříve 1700 m před koncem úseku s LZB musí strojvůdce potvrdit přechod na jízdu podle návěstidel a jízdního řádu. Žlutá kontrolka Ende (konec) signalizuje konec přenosu LZB.[2]

- Náhradní příkaz LZB: Při poruše může dát dispečer náhradní příkaz k další jízdě při návěsti LZB Stůj. Na zobrazovači svítí kontrolka E/40, maximální stanovená a cílová rychlost jsou omezeny na 40 km/h, vzdálenost cíle odpovídá platnosti náhradního příkazu.[2]

- Příkaz k jízdě podle rozhledu: Dispečer může prostřednictvím LZB nařídit i jízdu podle rozhledu. Na zobrazovači začne blikat kontrolka V/40, po potvrzení strojvůdcem zůstane svítit. Obě rychlosti jsou omezeny na 40 km/h beschränkt, vzdálenost cíle odpovídá úseku s nařízenou jízdou podle rozhledu.[2]

- Pro nově vybudovanou trať Köln–Rhein/Main, otevřenou v roce 2002, bylo zavedeno selektivní omezení rychlosti z důvodu bočního větru pro vozidla, která jsou na boční vítr citlivá.[10] Jelikož se mezitím zjistilo, že citlivost jednotek ICE 3 na boční vítr není tak velká, jak se předpokládalo, není tato funkce využívána.

- V začátcích provozu nových vysokorychlostních tratí nebyla ještě všechna používaná vozidla tlakotěsná. Pro provoz těchto vozidel byla zadáním omezena maximální rychlost na 180 km/h beschränkt.[2] Později tato funkce ztratila význam.

- Další přenášené návěsti jsou: Jízda pod LZB, Stůj, Jízda proti správnému směru, Stáhni sběrač, Nouzové zastavení (není u CIR-ELKE), Příkaz k jízdě (jen u CIR-ELKE).

### Přídavné funkce
Přes LZB mohou být přenášeny i hodnoty maximálního odebíraného proudu, vypnutí hlavního vypínače a povolení použití vířivé brzdy.
Prověřuje se také možnost využití LZB k bezpečnému vyloučení vzájemného míjení osobních a nákladních vlaků v tunelech na vysokorychlostních tratích Hannover–Würzburg a Mannheim–Stuttgart se smíšeným provozem. S tímto opatřením by mohla být zvýšena rychlost v tunelech z 250 na 280 km/h. Informace o druhu vlaku by se odvozovala z nastavení druhu brzdy na vozidlové části. ]

### Nezavedené funkce
Následující úvahy o možném rozšíření funkce LZB nebyly uplatněny v praxi:
- Při zatažení za záchrannou brzdu v úseku s nařízeným přemostěním záchranné brzdy (tunely, mosty) automaticky nastavit pomalou jízdu 60 km/h na konci tohoto úseku.[2] Tato možnost byla plánována k nasazení na nově budovaných tratích koncem 80. let.
- Další možností bylo omezení rychlosti nákladních a osobních vlaků, které se měly potkat v tunelu. Toho by se dosáhlo virtuálním úsekem s dočasným omezením rychlosti zřizovaným dle potřeby. Jelikož bylo vzájemné míjení těchto vlaků vyloučeno jízdním řádem, nebylo této možnosti využito.
- Taktéž bylo zvažováno při vyšší hustotě provozu průběžně upravovat maximální dovolenou rychlost tak, aby byla zvýšena plynulost dopravy a uspořila se tak trakční energie.[2]

## Popis funkce

### Sledování polohy
Jak již bylo popsáno, vodiče v koleji se kříží v pravidelných vzdálenostech 100 ±5 m. Dvě křížení ohraničují díl smyčky. Vozidlová část odpočítává díly ve směru jízdy v pořadí 1 až 127, proti směru jízdy -1 (255) až -127 (129).
K přesnějšímu určení polohy slouží dráhová čidla. Vozidlový počítač si každý díl rozdělí na 8 dílků (čísla 0 až 7) o délce 12,5 m. Odměřování těchto dílků začíná na každém křížení od nuly.

### Přechod do režimu LZB
Předpokladem přechodu do režimu LZB je zařízení v provozu se zadanými údaji o vlaku (druh brzdy, brzdící procenta, délka vlaku, maximální rychlost vlaku). LZB převezme kontrolu nad jízdou vlaku v místě, kde zařízení zaregistruje změnu úseku (smyčky). Proto se na začátku úseků traťových s LZB instalují vstupní smyčky, které předávají pevně zadaná data (číslo úseku, směr jízdy, délka vstupní smyčky 50 nebo 100 m). Po najetí na první smyčku obdrží vozidlo dotaz z centrály na vstupní bod a odpoví předepsaným způsobem. Na to začne posílat centrála telegramy s rozkazy pro jízdu.
Pokud nezaregistruje vozidlo vstupní smyčku, začne LZB fungovat až na hranici další smyčky.

### Jízda pod LZB
Za jízdy zasílá centrála pravidelně výzvové telegramy s veličinami pro jízdu (označení úseku (smyčky), číslo dílu smyčky, směr jízdy, brzdná křivka a informace o cíli). Vlak odpovídá telegramem s potvrzením čísla dílu smyčky, druhem brzdy, číslem odměřeného dílku a okamžitou rychlostí. Z informací z vlaku, ze stavědla o postavené vlakové cestě a z údajů o trati ve vlastní paměti (oblouky, sklony atd.) vypočítá centrála data pro další jízdu vlaku a odešle opět ve formě telegramu na vlak. Každý vlak obdrží v závislosti na počtu vlaků v daném úseku dva až pět telegramů za sekundu.
Pokud vozidlo nezaregistruje křížení, je schopné křížení dopočítat pomocí měření dráhy. Takto mohou být nahrazeny nejvýše tři po sobě jdoucí křížení, jinak vozidlo vypadne z režimu LZB.

### Stanovení požadované rychlosti
Hlavní úlohou LZB je předávání a sledování nepřekročení dovolené rychlosti. K tomu vysílá centrála vlaku veličinu XG a brzdící křivku do nulové rychlosti. Veličina XG určuje brzdnou dráhu až k bodu zastavení. Při omezení maximální rychlosti se tento bod používá jako fiktivní.
Na základě veličiny XG, brzdícího zpomalení b a ujeté vzdálenosti vozidlový počítač průběžně vypočítává požadovanou rychlost (m/s) podle vztahu:
{\displaystyle V_{\rm {\mbox{pož}}}={\sqrt {2\cdot b\cdot (XG-s)}}}
V grafu je vidět změna maximální rychlosti z 300 na 200 km/h a následné brzdění do zastavení, včetně fiktivního bodu zastavení u křivky pro snížení rychlosti.

### Typy telegramů

#### Výzva
Výzvový telegram je vysílán přenosovou rychlostí 1.200 Baud z centrály na vozidlo a má délku 83,5 bit, z nichž je kvůli synchronizaci v hlavičce jeden bit o délce 1,5 bitu. Telegram obsahuje následující údaje:
- adresa (Označení smyčky a úseku)
- bezpečnostní data (směr jízdy, číslo a tvar brzdné křivky)
- informace o brzdě
- informace o cíli (vzdálenost a rychlost)
- informace na displej (signalizace a doplňkové informace)
- pomocné údaje (typ vyžadované odpovědi - částečná / úplná)
- Cyklický redundantní součet (kontrolní součet)

#### Odpověď
Odpovědní telegram o délce 41 bitů je zasílán z vozidla do centrály rychlostí 600 Baud.
Podle obsahu se rozlišují následující typy:
Typ 1
- typ telegramu
- potvrzení dílu smyčky
- údaje o brzdě (druh a účinek)
- odpočítaný dílek
- rychlost
- provozní a diagnostické hlášení
- kontrolní součet

Typ 2
- typ telegramu
- potvrzení dílu smyčky
- údaje o brzdě (druh a účinek)
- odpočítaný dílek
- maximální rychlost vlaku
- délka vlaku
- kontrolní součet

Typ 3
- typ telegramu
- označení dopravce
- číslo vlaku
- kontrolní součet

Typ 4
- typ telegramu
- řada vozidla
- číslo
- délka vlaku
- kontrolní součet

### Přenos telegramů
Přenos telegramů z centrály na vozidlo probíhá cestou Frekvenční modulace na nosném kmitočtu 36 kHz a s frekvenčním zdvihem ± 0,4 kHz rychlostí 1200 Baud. Opačným směrem probíhá přenos na frekvenci 56 kHz ± 0,2 kHz. Menší frekvenční zdvih omezuje přenosovou rychlost na 600 Baud.

## Tratě vybavené LZB
Vysvětlivky: kurzíva = umístění LZB-centrály; v závorce: traťové kilometry

### DB
- Augsburg–Dinkelscherben–Ulm (Trať 5302: km 7,3–28,5)
- Berlin–Nauen–Glöwen–Wittenberge–Hagenow Land–Rothenburgsort–Hamburk (Trať 6100: km 16,5–273,1)
- Berlin–Ludwigsfelde–Jüterbog–Wittenberg–Bitterfeld–Leipzig (Trať 6132: km 10,6–136,4; Trať 6411: km 48,2–72,3)
- Bielefeld–Rheda-Wiedenbrück–Hamm (Trať 1700: km 113,4–175,3)
- Bremen–Rotenburg–Buchholz–Hamburg (Trať 2200: km 253,9–320,1)
- Dortmund–Kamen–Hamm (Westf) (km 120,4–143,4)
- Frankfurt am Main–Gelnhausen–Fulda (km 24,8–40,3)
- Hannover–Stadthagen–Minden (Trať 1700: km 4,4–53,4)
- Hannover–Celle–Uelzen–Lüneburg–Hamburg (Trať 1710: km 4,0–40,8; Trať 1720: 43,6–166,5)
- Hannover–Orxhausen–Kassel-Wilhelmshöhe–Kirchheim (Hessen)-Fulda–Burgsinn-Würzburg (km 4,2–325,6)
- Lehrte–Stendal–Berlin-Spandau
- Karlsruhe–Achern–Offenburg–Kenzingen–Leutersberg–Weil am Rhein–Basel Bad. Bf. (km 102,2–270,6)
- Köln–Köln-Ehrenfeld–Düren–Cáchy (Trať 2600: km 1,9–41,8)
- Köln–Düsseldorf–Duisburg (km 6,7–37,3 und km 40,1–62,2; Düsseldorf hlavní nádraží není vybaveno)
- Köln–Troisdorf–Montabaur–Limburg a.d. Lahn–Frankfurt am Main (km 8,7–172,6)
- Leipzig–Wurzen–Riesa (km 3,6–59,5)
- Lengerich (Westf)–Münster (Westf)
- Mannheim–Karlsruhe (bis Abzw Saalbach über die SFS Mannheim–Stuttgart)
- Mannheim–Hockenheim–Vaihingen an der Enz–Stuttgart (Trať 4080: km 2,1–99,5)
- München–Augsburg–Donauwörth (Trať 5503: km 9,2–56,3; Trať 5300: km 2,7–39,8; Augsburg hl. n. není vybaven)
- München–Petershausen–Ingolstadt (Trať 5501: km 6,8–38,7)
- Nürnberg–Fischbach–Allersberg–Kinding–Ingolstadt-Nord (Trať 5850: km 97,9–91,6; Trať 5963: km 6,3–8,9; Trať 5934 (NBS): km 9,0–88,7)
- Nürnberg–Neustadt an der Aisch–Iphofen–Würzburg (km 34,8 – 62,7)
- Osnabrück–Bohmte–Kirchweyhe–Bremen (Trať 2200: km 139,7–232,0)
- Paderborn–Lippstadt–Soest–Hamm (Westf) (Trať 1760: km 125,2–180,8; Trať 2930: km 111,5–135,6)
- Zeppelinheim bei Frankfurt/Main–Mannheim

Pro dosažení intervalu 90 s byla v roce 1972 vybavena LZB kmenová trať S-Bahn v Mnichově. Systém byl později vyřazen z provozu a demontován, v roce 2004 však byl znovu uveden do provozu s novou technikou.
Trať Offenburg–Basel je vybavena rozšířenou verzí LZB - CIR-ELKE. Maximální rychlost v tomto úseku je 160 km/h. Dále má být tento systém nasazen na tratích Köln–Rhein/Main, Köln–Düren a Hamburg–Berlin a taktéž na kmenové trati mnichovské S-Bahn.

### ÖBB
- Wien–Pöchlarn–St. Valentin–Wels–Salcburk (62,4–108,6; 125,9–178,9; 190,5–241,6)

### RENFE
- Madrid–Córdoba–Sevilla (9 centrál/480 km). Trať je v provozu od roku 1992

- Od března 2004 též nádraží Madrid-Atocha.

- V listopadu 2005 byla uvedena do provozu odbočka do Toleda (20 km).

- Od 16. prosince 2006 je v provozu úsek Córdoba–Antequera (dvě centrály/102 km). Koncem roku 2007 měl být prodloužen do Málagy (celkem 3 centrály/154 km)

- S-Bahn Madrid, linka C5 z Humanes přes Atochu do Móstoles (2 centrály/45 km a 76 vozidla ř. 446).

### Švýcarsko
V 70. letech osadily LZB zkušebně dvě tratě i Švýcarské spolkové dráhy. Z blíže neznámých důvodů byly zkoušky zastaveny a zařízení se nevyužilo.
Koncem roku 1971 zadaly SBB firmě Standard Telephon & Radio AG (STR) vybavení jižní gotthardské rampy mezi stanicemi Lavorgo (zde byla umístěna centrála) a Bodio systémem L72 firmy SEL. Současně obdržela firma Brown Boveri AG objednávku na vývoj vozidlové části a následné vybavení šesti lokomotiv řady 4Z/4 II. Vozidlovou částí byly vybaveny také jednotky RABDe 8/16 2004. Systém byl poprvé vyzkoušen v září 1974. 1. července 1976 převzaly SBB traťovou část. Každý den jelo v tomto úseku cca 15 vlaků v režimu LZB. Tento systém zohledňoval při výpočtu brzdných křivek sklonové poměry a zahrnoval čtyři oddíly. Ačkoliv se systém z velké části shodoval se systémem použitým na trati Brémy - Hamburk, rozhodly se SBB pro jiný systém uložení (podle UIC-normy A3 místo B3).
Zavedení LZB ve švýcarsku nemělo za cíl zvýšení rychlosti vlaků, ale zkrácení intervalů mezi vlaky. Jiný pramen uvádí jako nejdůležitější cíl zvýšení bezpečnosti provozu. Použitá varianta zařízení je někdy také označována jako UIC-LZB. V letech 1978 - 79 byla provedena ekonomická studie, na jejímž základě bylo rozhodnuto o zavádění LZB na švýcarských drahách. K plošnému zavedení však nakonec nedošlo.

### EuskotrenBideakEuroloop
Španělské úzkorozchodné dráhy používají upravený systém vyvinutý pro německé průmyslové dráhy na tratích
- Bilbao-Atxuri–Durango–Zarautz–Donostia-San Sebastián–Hendaye.
- Bilbao-Deustu–Lezama.

## LZB u podzemních a městských drah
Düsseldorf, Duisburg, Krefeld, Mülheim an der Ruhr

Městské dráhy v Düsseldorfu, v Duisburgu a částečně i v Mülheim an der Ruhr jsou v tunelových úsecích vybaveny LZB. Zde slouží toto zařízení i k automatickému řízení jízdy vlaků - strojvůdce pouze obslouží tlačítko souhlasu s odjezdem a dále (kromě mimořádností) do řízení nezasahuje.
Na části trasy linky U 70/U 76 do Krefeldu a na nadzemním úseku linky U 79 Düsseldorfsko-Duisburské místní dráhy je také vybudováno LZB, které však slouží pouze ke zjišťování telemetrických údajů pro dispečerský aparát. Na trati do Krefeldu se počítá v blízké budoucnosti se zavedením automatického provozu, vozidla jsou už v předstihu vybavována zařízením „ALF-B“ (Automatische LZB-Fahrt, Befehlsgeber bleibt in der Stellung Bremsen aktiv - automatická jízda v LZB, ovladač zůstává pro pozici "brzda" aktivní). Po spuštění budou plně zprovozněny i dosud nepoužívané výhybky a obracecí koleje.
Vídeň

Také ve Vídni je celá síť podzemní dráhy, s výjimkou U 6, vybavena LZB a umožňuje automatický provoz.
Mnichov

Síť mnichovské podzemní dráhy je, tak jako ve Vídni, od počátku provozu vybavena LZB. Vlaky jezdí přes den v pravidelném automatickém provozu, strojvedoucí dává pouze pokyn k odjezdu a jinak pouze dozírá na funkci zařízení. Návěstidla jsou v tomto režimu zhasnuta.
Po 21. hodině a o nedělích se jezdí "na ruku" podle návěstidel, aby strojvůdci nevyšli ze cviku. Měsíční počet hodin odježděných v režimu ručního řízení je pro každého strojvůdce dán předpisem.
V současné době se plánuje zevedení samočinného odstavování a otáčení vlaků bez cestujících.
Norimberk

V norimberské podzemní dráze byl na lince U3 již od její ho uvedení do provozu zaveden automatický provoz bez strojvůdce. Vlaky řady DT3 jsou vybaveny pouze pomocným ovládacím pultem. Systém byl vyvinut ve spolupráci firmy Siemens a provozovatele VAG Nürnberg a jedná se o světově první systém se společným pravidelným provozem vlaků řízených strojvůdcem a vlaků řízených automaticky - jedná se o úsek využívaný linkami U 2 a U 3. Zpočátku byl v každé soupravě přítomen pracovník dopravce, postupně má většina vlaků jezdit nedoprovázených.
Po několikaletém zpoždění byl 20. dubna 2008 úspěšně ukončen tříměsíční zkušební provoz a 30. dubna byl systém schválen do provozu. V příštích dnech postupně započal provoz s cestujícími - zpočátku o sobotách a nedělích a v přepravních sedlech. Oficiálně byla U 3 otevřena 14. června 2008. Asi o rok později byl automatický provoz zaveden i na U 2.
Londýn

Docklands Light Railway

Docklands Light Railway ve východním Londýně jezdí od počátku s vlaky bez stanoviště strojvedoucího. V soupravách je přítomen vlakvedoucí - Train Chief, který dává pokyn k zavření dveří a odjezdu. Během jízdy se věnuje styku s cestujícími a kontrole jízdenek. V případě poruchy převezme vlakvedoucí řízení na pomocném pultíku v čele vozu. Použité zařízení LZB je zdokonalená verze původního zařízení DB vyvinutéhpo firmou Standard Elektrik Lorenz - jedná se o systém SELTRAC firmy Alcatel.

## Evropský vlakový zabezpečovač
LZB je zařízení vyvinuté pro německé podmínky a podle německých požadavků. Na základě požadavků na interoperabilitu evropských železničních systémů byl s podporou Evropské unie a Švýcarska vyvinut nový jednotný vlakový zabezpečovač - ETCS. LZB představuje z hlediska ETCS systém třídy B. Specific Transmission Module - STM umožňuje vozidlům vybaveným ETCS jízdu po tratích osazených LZB. Je možné i současné vybavení trati ETCS i LZB.